# Classe Moma
Le unità appartenenti alla classe Moma sono grandi navi da sorveglianza elettronica di concezione sovietica, costruite in Polonia tra il 1967 ed il 1974.
Alcuni esemplari rimangono oggi in servizio con la Marina Russa e la Marina militare dell'Ucraina.
Alcune varianti sono inoltre attive in Polonia.
Le versioni costruite sono state due: progetto 861 e progetto 861M.

## Progetto 861
Il progetto 861 è la versione base delle classe Moma. Si tratta di navi da sorveglianza costiera, le più grandi in servizio oggi in Russia. Come tutte le navi russe (ma anche sovietiche) costruite per questo ruolo, vengono utilizzate anche per l'appoggio.
Queste unità sono state largamente esportate e modificate per gli usi più svariati. La classificazione russa è Gidrogaficheskoye Sudno (nave da sorveglianza idrografica).
Oggi, molte unità sono state demolite e sei sono in riserva. Quelle ancora operative sono sette: Andromeda, Askol'd (Flotta del Baltico), Antares, Antarktida (Flotta del Pacifico), Kril'on, Mars (Flotta del Nord) e Cheleken (Flotta del Mar Nero).
In Ucraina, inoltre, è in servizio la U 602 Alchevsk, trasferita dalla Flotta del Mar Nero nel 1997.
In Croazia è operativa la Andrija Mohorovicic, una volta appartenente alla marina della Iugoslavia. Entrata in servizio nel 1972, ha un dislocamento di 1.600 tonnellate. Oggi è utilizzata principalmente per l'addestramento.
In Bulgaria, invece, risulta ancora attiva la Admiral Branimir Ormanov, entrata in servizio nel 1977.

## Progetto 861M
Le unità di progetto 861M sono navi ELINT, risultato di una conversione effettuata tra il 1968 ed il 1974 della versione base. In tutto ne furono costruite una decina, di cui ne sopravvivono oggi solo quattro (le altre sono state demolite tra il 1994 ed il 1996).
La classificazione russa è Mal'yy Razvedyatel'niye Korabl' (piccola nave per intelligence).
La conversione non è stata uguale per tutte le unità: infatti, le modifiche maggiori riguardano solo due navi, mentre per le altre gli interventi sono stati relativamente minori.
In generale, per quanto riguarda le caratteristiche tecniche, si può dire che le dimensioni sono praticamente le stesse, mentre il dislocamento è leggermente superiore (1.580 tonnellate). Anche la velocità è leggermente superiore (16 nodi). Molto più numeroso è invece l'equipaggio, che può variare tra gli 80 ed i 120 elementi.
Estremamente completa è la dotazione elettronica: un'antenna per intercettazioni EW, e numerose apparecchiature per missioni ELINT (Vitok-AK, MR-R-1-7, Vakhta-M, Vakhta-10, Vakhta-12, Vizir-M, Rotor-N, Uzel, Kaira).
Le due unità in servizio nel Mar Nero furono utilizzate per operazioni di contrasto alle forze NATO durante l'operazione Allied Force.
Le Quattro unità sono: Kil'din, Liman (Flotta del Mar Nero), Ekvator e SSV-506 (Flotta del Pacifico).
Inoltre, vi è un'unità, la U 511 Simferopol (ex Yupiter), in servizio con la Marina dell'Ucraina (a cui è stata trasferita dalla Russia nel 1996). Ufficialmente questa nave è utilizzata per l'addestramento. L'unità è stata inoltre modificata con l'aggiunta di due postazioni antiaeree per SA-N-8.

## Varianti
La grande diffusione di queste navi ha fatto sì che venissero realizzate un certo numero di varianti locali, in particolare in Polonia (dove venivano costruite). In questo Paese ne sono operative sette.
- Progetto 570: variante progettata per operazioni di salvataggio. Utilizza lo stesso scafo delle classe Moma, anche se ha un dislocamento superiore (1.697 tonnellate). La velocità è di 16,5 nodi e l'equipaggio di 55 uomini. Le unità in servizio sono due: Piast e Lech, entrambe entrate in servizio nel 1974.
- Progetto 861K: si tratta di una variante, operativa in una sola unità (la Kopernik). Entrata in servizio nel 1971, è praticamente uguale alle unità di serie, ed è utilizzata per operazioni di sorveglianza. L'equipaggio è di 81 elementi, di cui 40 come equipaggio di missione.
- Progetto 863: variante progettata specificatamente per svolgere operazioni di intelligence. Ha un dislocamento leggermente superiore (1.607 tonnellate), con 87 uomini di equipaggio. Leggermente superiori sono anche le dimensioni. Le unità di questo tipo in servizio sono due, la Nawigator e la Hydrograf, entrambe entrate in servizio nel 1975.
- Progetto 888: variante da addestramento che utilizza lo scafo della classe Moma. Le dimensioni sono leggermente superiori, mentre decisamente più alto è il dislocamento (1.820 tonnellate). Per scopi addestrativi, sono armate con uno o due cannoncini doppi da 30mm, due doppi cannoncini da 23mm e postazioni per missili antiaerei. L'equipaggio è di 37 elementi, e possono imbarcare 87 cadetti. Le unità in servizio sono due, Wodnik e Gryf, e sono operative dal 1976.